# Skørring Å
Skørring Å är ett vattendrag i Danmark.   Det ligger i Region Mittjylland, i den centrala delen av landet, 170 km nordväst om Köpenhamn.
Ån börjar strax norr om Hornslet i Syddjurs kommun genom att den fem kilometer långa tillflödet Rosenholm Å byter namn. Tidigare användes namnet Rosenholm Å även för Skørring Å. Ån bilder i sitt nedre lopp gräns mot Favrskov kommun. Den mýnnar ut i Alling Å.